# Hljóðlega af Stað
Hljóðlega Af Stað är den isländska reggaegruppen Hjálmars debutalbum. Albumet släpptes år 2004.

## Låtlista
1. "Jamm og jú" – 2:12
2. "Borgin" – 4:57
3. "Varúð" – 3:51
4. "Lag númer 4" – 0:18
5. "Bréfið" – 5:40
6. "Kindin Einar" – 2:54
7. "Hljóðlega af stað" – 5:51
8. "Mött er hin meyrasta" – 4:22
9. "Orð hins heilaga manns" – 8:33
10. "Svarið" – 4:56
11. "Lindin" – 6:34